# Anna Karenina (film, 2012)
Anna Karenina är en brittisk dramafilm från 2012 i regi av Joe Wright. Manuset är skrivet av Tom Stoppard och är baserat på Lev Tolstojs klassiska roman med samma namn. I rollerna finns bland andra Keira Knightley, Jude Law, Kelly Macdonald och Aaron Taylor-Johnson.
Filmen var nominerad till fyra Oscars vid Oscarsgalan 2013, varav den vann en (för bästa kostym).

## Roller
- Keira Knightley – Anna Karenina
- Jude Law – Alexej Karenin
- Aaron Taylor-Johnson – Greve Vronskij
- Kelly Macdonald – Dolly
- Matthew Macfadyen – Oblonskij
- Domhnall Gleeson – Konstantin Levin
- Ruth Wilson – Prinsessan Betsy
- Alicia Vikander – Prinsessan Jekaterina "Kitty" Alexandrovna Sjtjerbatskaja
- Olivia Williams – Grevinnan Vronskaja
- Michelle Dockery – Prinsessan Mjagkaja
- Emily Watson – Grevinnan Lydia
- Holliday Grainger – Baronessan
- Shirley Henderson – Meme Kartasov
- Bill Skarsgård – Kapten Matjouten
- Cara Delevingne – Prinsessan Sorokina
- Alexandra Roach – Grevinnan Nordston
- Hera Hilmar – Varia Vronskaja
- Guro Nagelhus Schia - Annusjka